# Copidosoma filicorne
Copidosoma filicorne är en stekelart som först beskrevs av Johan Wilhelm Dalman 1820.  Copidosoma filicorne ingår i släktet Copidosoma och familjen sköldlussteklar. Arten är reproducerande i Sverige. Inga underarter finns listade i Catalogue of Life.